# ناتوما (کانزاس)
ناتوما (به انگلیسی: Natoma) شهری در ایالت کانزاس کشور ایالات متحده آمریکا است که جمعیت آن در سرشماری سال ۲۰۱۰ میلادی، ۳۳۵ نفر بوده‌است.